# Борго Инкороната
Борго Инкороната (итал. Borgo Incoronata) је насеље у Италији у округу Фођа, региону Апулија.
Према процени из 2011. у насељу је живело 495 становника. Насеље се налази на надморској висини од 59 м.